# Confine tra Canada e Danimarca
Il confine tra il Canada e il Regno di Danimarca è la linea di demarcazione fra questi due Stati. Si sviluppa sull'isola Hans, posta tra il territorio danese della Groenlandia e l'isola canadese di Ellesmere.

## Caratteristiche
Il confine, lungo 1,3 km, si estende interamente sull'isola disabitata di Hans e rappresenta:
- il confine più settentrionale al mondo;
- il terzo confine più breve al mondo;
- l'unico confine tra uno Stato nordamericano (il Canada) e uno europeo (la Danimarca);

Non si tratta tuttavia di un confine tra l'Unione europea e il Canada, in quanto la Groenlandia, nonostante sia parte della Danimarca, non costituisce parte dell'Unione.

## Storia
Il confine è stato istituito il 14 giugno 2022 con la conclusione della disputa internazionale nota come guerra del whisky, cessata con un compromesso per la spartizione dell'isola Hans in due parti (60% alla Danimarca e 40% al Canada).
L'istituzione del confine è stata sicuramente cruciale a livello diplomatico e giuridico, nonché per evitare ulteriori "incidenti"; tuttavia non si può dire lo stesso sul piano fattuale, in quanto l'isola, di per sé, non creava problematiche nei rapporti fra i due paesi e non ha mai causato controversie penali o dibattiti in tal senso.